# Я сюда больше никогда не вернусь
«Я сюда больше никогда не вернусь» или «Люба» — советский короткометражный фильм 1990 года, снятый Роланом Быковым по заказу ЮНЕСКО для альманаха «Как дети?» (фр. Comment vont les enfants, англ. How Are the Kids?). Последняя работа Ролана Быкова как кинорежиссёра.

## Сюжет
Мать-алкоголичка избивает и выгоняет шестилетнюю Любу из дома. Ребёнок убегает в укромный уголок в лесу, где прячет свои игрушки. Она играет с ними, копируя свою жизнь, полную кошмаров, побоев и ругани матери. Ничего другого она просто не знает. Потом она идёт домой, но вспоминает, что её ждёт. С криком «я сюда больше никогда не вернусь» девочка бросается с обрыва в реку и попадает на небо.

## В ролях
- Нина Гончарова — Люба
- Елена Санаева — мать Любы

## О фильме
Быков никак не мог найти девочку на главную роль, пока однажды не увидел на телемарафоне, посвящённом детям, маленькую девочку с косоглазием из Ташкента. Её судьба не сильно отличалась от сценария. Отец избивал мать, когда она была беременна Ниной, а бабушка попала в тюрьму после того, как попыталась защитить свою дочь. Отец бросил мать с четырьмя детьми, и Нина попала в детский дом. Поэтому Нина так убедительно сыграла свою героиню. После съёмок девочка жила у Быковых, её прооперировали и исправили косоглазие, потом она лечилась в разных санаториях. В конце концов она вернулась в Ташкент и после интерната окончила полиграфический техникум. Замуж так и не вышла, имеет двух детей, дочь и сына.
Я занят интенсивной, всегда интересующей меня творческой жизнью. Но в последнее время работы мои как бы не замечаются. В прежние годы достаточно было снять такой фильм, как «Я сюда больше никогда не вернусь» («Люба»), чтобы о нем говорили все. Сейчас об этом не написано ни строчки, а ведь фильм был показан на нескольких фестивалях. Можно было заметить хотя бы работу Георгия Рерберга. Картина снята божественно.Ролан Быков
Ролану Быкову фильм достался лишь на VHS кассете низкого качества — так поступила фирма, осуществлявшая проект.

## Фестивали и награды
- 1993 — кинофестиваль «Созвездие» в Твери — первая премия (поездка в Диснейленд) в конкурсе «Звезды кино 2000 года» — юная исполнительница главной роли Нина Гончарова[3].

## Съёмочная группа
- Режиссёр: Ролан Быков
- Оператор: Георгий Рерберг
- Музыка Альфреда Шнитке («Сказка странствий»)